# Pterygodium caffrum
Pterygodium caffrum är en orkidéart som först beskrevs av Carl von Linné, och fick sitt nu gällande namn av Olof Swartz. Pterygodium caffrum ingår i släktet Pterygodium och familjen orkidéer. Inga underarter finns listade i Catalogue of Life.